# Sun Myung Moon
Sun Myung Moon (korejsko 문선명, Mun Seon-myeong); rojen kot Mun Yong-myeong, korejski verski voditelj in poslovnež, * 6. januar 1920, Chongju, Severni Pjongan, Severna Koreja, † 3. september 2012, Okrožje Gapyeong, Provinca Gyeonggido, Južna Koreja.
Kot samooklicani mesija je ustanovil tako imenovano Združitveno gibanje (Unification Movement), ki je pogosto obravnavano kot kontroverzno. Prepoznavno je postalo zaradi organiziranja masovnih porok med njegovimi člani in povezav s komercialnimi interesi. Moon je bil nasprotnik komunizma in zagovornik ponovne združitve Severne in Južne Koreje. Njegovi poslovni podvigi med drugim vključujejo vključujejo News World Communications, medijsko korporacijo, katere del predstavlja tudi The Washington Times, in južnokorejski Tongil Group.

## Življenje
Sun Myung Moon se je kot Moon Yong Myeong rodil 25. februarja 1920, v današnji provinci Severni Pyongan v Severni Koreji, ki je bila v tem času pod japonsko oblastjo. Bil je eden izmed osmih otrok družine, ki se je ukvarjala s poljedelstvom. Starši so se do njegovega desetega leta, ko so prestopili v krščanstvo in se pridružili prezbiterijanski cerkvi, ravnala po načelih konfucijanstva. Leta 1941 je Moon pričel s študijem elektrotehnike na Univerzi Waseda na Japonskem. V tem času je sodeloval s člani komunistične stranke korejskega osamosvojitvenega gibanja proti imperialni Japonski. Leta 1943 se je vrnil v Seul in se 28. aprila 1945 poročil s Sun Kil Choi. 2. Aprila 1946 se je rodil njun sin Sung Jin Moon. V tem času se je Moon tudi preimenoval. Po drugi svetovni vojni je bila Koreja vzdolž 38. vzporednika razdeljena na dva dela, pri čemer so novonastalo Južno Korejo nadzorovale Združene države, Severno pa Sovjetska zveza. Leta 1947 je bil Moon s strani Severnokorejske vlade obsojen na pet let prisilnega dela v delovnem taborišču Hŭngnam zaradi domnevnega vohunstva za Južno Korejo. Leta 1950, med korejsko vojno, so enote Združenih narodov napadle Hŭngnam, pri čemer so stražarji pobegnili, kar je omogočilo Moonov pobeg v Busan v Južni Koreji. Kmalu po dopolnitvi 40. leta se je Moon 11. aprila 1960 poročil s svojo drugo ženo Hak Ja Han.

### Selitev v ZDA
Leta 1971 se je Moon preselil v Združene države Amerike. Naslednje leto je ustanovil Mednarodno konferenco za združitev znanosti (International Conference on the Unity of the Sciences), ki je delovala v okviru organiziranja znanstvenih simpozijev. V sedemdesetih letih je Moon organiziral več javnih nagovorov v Združenih državah, Južni Koreji in na Japonskem. Leta 1974 je Moon pripadnike svoje cerkve spodbujal k izražanju podpore takratnemu predsedniku Richardu Nixonu v okviru škandala Watergate, zaradi katerega je bil Nixon pozivan k odstopu. Moonovi privrženci so posledično tri dni molili pred Kongresom Združenih držav. Kasneje se jim je Nixon javno zahvalil za izkazano podporo, s čimer je Moonovo gibanje dobilo še več javne in medijske pozornosti.

### Primer ZDA proti Sunu Myungu Moonu
Leta 1982 je bil Moon zaradi davčne utaje obsojen na osemnajstmesečno zaporno kazen in plačilo 15.000 ameriških dolarjev odškodnine. Mnogo Moonovih zagovornikov se z razsodbo ni strinjalo. Bili so namreč mnenja, da je bila ta sprejeta na podlagi verskih predsodkov.

### The Washington Times
Moon je The Washington Times označil kot 'sredstvo za širjenje resnice o Bogu po svetu'. Časopisna hiša je bila namreč ustanovljena leta 1982 s strani New World Communications, mednarodne medijske organizacije, ki je bila v tesni povezavi z Moonom. Politični nazori The Washington Timesa so bili pogosto obravnavani kot konzervativni. Do leta 2002 je Moon vanj vložil okrog 1,7 miljarde dolarjev.

### Dogodki 21. stoletja
Leta 2000 je Moon sponzoriral konferenco Združenih narodov, ki je predlagala ustanovitev verskega zbora ali sveta verskih predstavnikov v sestavi Združenih narodov. Leta 2003 je Moon sponzoriral prvi mednarodni klubski nogometni turnir Peace Cup. V času dogodka se je splošno priznan najboljši nogometaš vseh časov, ter bivši minister za šport, Edson Arantes do Nascimento (poznan pod vzdevkom Pelé), srečal z Moonom. Leta 2009 je bila s strani Gimm Young Publishers izdana Moonova avtobiografija Miroljubni svetovni državljan. Knjiga je v Koreji in na Japonskem postala prodajna uspešnica. Do leta 2010 je Moon velik del odgovornosti Družinske zveze za svetovni mir prenesel na svoje otroke, ki so bili v svojih 30-ih in 40-ih. Leta 2012 so južnokorejski mediji poročali, da je Moon s svojim zasebnim letalom, vrednim 50 milijonov ameriških dolarjev, preletel svet.

### Bolezen in smrt
14. avgusta 2012 je bil Moon, potem ko je v začetku meseca zbolel za pljučnico, sprejet v bolnišnico Saint Mary na Katoliški univerzi v Južni Koreji v Seulu. Po odpovedi več organov je bil 31. avgusta 2012 premeščen v cerkveno bolnišnico blizu svojega doma v mestu Gapyeong, kjer je tri dni zatem umrl.

### Častne diplome in druga priznanja
Moon je bil član častnega odbora Ministrstva za združenje Republike Koreje. Leta 1985 sta z ženo na univerzi Shaw prejela častni doktorat. Leta 2004 je bil, na prireditvi v upravni stavbi senata Dikrsen v Washigtonu, D.C., Moon imenovan za mesijo in odrešenika. To je s strani medijev, še posebej The New York Timesa in The Washington Posta, doživelo veliko kritik, saj naj bi dogodek kršil načela ločitve cerkve in države v ZDA. Nekatere politične osebnosti, ki so se dogodka udeležile, so kasneje izjavile, da so bili glede vrste dogodka zavedeni. Nekaj mesecev po njegovi smrti je bila z namenom nadaljevanja njegove vizije o omogočanju inovacij v človeškem razvoju, reševanju konfliktov in ohranjanju okolja, predlagana nagrada, imenovana po njem in njegovi ženi (Sunhakova nagrada za mir). Njeni nagrajenci prejmejo certifikat, medaljo in milijon ameriških dolarjev. Po smrti je Moon leta 2012 prejel državno nagrado Severne Koreje za združitev (national Reunification Prize) ter zaslužno nagrado K League. Ob prvi obletnici Moonove smrti je severnokorejski voditelj Kim Jong-un izrekel sožalje Han in družini.

## Filozofija

### Začetek Združitvenega gibanja
Moon se je po letih, ki jih je preživel v delovnem taborišču, vrnil kot nepopustljiv antikomunist. Na hladno vojno, spor med demokracijo in komunizmom, je gledal kot na spor med Bogom in satanom, pri čemer naj bi ločena Koreja predstavljala njeno glavno fronto. Leta 1954 je Moon v Seulu uradno ustanovil Združenje Svetega duha za združitev svetovnega krščanstva (Holy Spirit Association for the Unification of World Christianity). V svoji novi cerkvi je pridigal o konzervativnih, družinsko usmerjenih vrednotah ter lastnih interpretacijah Svetega pisma.

### Prepričanja
Moon je trdil, da ga je Jezus pri petnajstih posvetil in prosil, naj s tem, da postane oče celotnemu človeštvu, dokonča njegova dela. Božansko načelo ali razlaga Božanskega načela (korejsko: 원리강론/原理講論, angleško: The Divine Principle or Exposition of the Divine Principle) velja za glavni teološki učbenik Moonovega združenja. Napisala sta ga Moon in njegov zgodnji učenec Hyo Won Eua, prvič pa je bil izdan leta 1966. Sedem let kasneje, leta 1973, je bil z naslovom Božansko načelo (Divine Principle) izdan še angleški prevod. Moonovo delo 'Božansko načelo ali razlaga Božanskega načela' razlaga jedro teorije poenotenja in velja za Sveto pismo združenja. Delo razlaga božji namen v ustvarjanju ljudi, uničenje človeka in obnovo – zgodovinski proces, skozi katerega naj bi Bog odstranjeval škodljive posledice uničenja človeka in človeštvo vrnil v nazaj v stanje, ki naj bi ga Bog prvotno imel v mislih. Boga obravnava kot stvarnika, katerega narava združuje tako moškost kot ženskost, in je vir vse resnice, lepote in dobrote. Človeška bitja in vesolje naj bi odražala božji značaj, naravo in namen. Daj in vzemi (vzajemna interakcija) in položaj subjekta in predmeta (pobudnik in odzivnik) sta ključna interpretacijska koncepta, človek sam pa je zasnovan kot božji objekt. Namen človeškega obstoja je vrniti radost Bogu. Obstaja še en pomemben razlagalni koncept, 'Fundacija s štirimi pozicijami', ki deloma razlaga pomembnost družine.

### Poroka s Hak Ja Han
Kmalu po dopolnitvi 40. leta se je Moon 11. aprila 1960 poročil s svojo drugo ženo Hak Ja Han. Slovesnost se je imenovala 'Sveta poroka', njegova žena Han pa 'Mati' ali 'Prava mati'. Moon in Han sta s strani privržencev Združenja Svetega duha imenovana kot 'Prava starša', njuna družina pa kot 'Prava družina'. Kljub svoji božanskosti Jezus ni bil Bog. V času svojega življenja naj bi postal 'drugi Adam' ter si z združitvijo s svojo idealno ženo ustvaril perfektno družino, ki bi človeštvo vodila k osvoboditvi iz njegovega grešnega stanja. Ker se Jezusu zaradi zgodnje smrti na križu ni uspelo poročiti, naj bi človeštvo rešil zgolj na duhovnem področju, medtem ko mu na fizičnem področju to ni uspelo. Ta naloga je bila prepuščena 'pravim staršem' – Moonu in Han – ki naj bi poročene pare in njihove družine spet povezala z Bogom.

### Blagoslovitvene slovesnosti
Blagoslovitvene slovesnosti so s strani medijev in javnosti doživele veliko zanimanja, dostikrat so jih poimenovali tudi 'množične poroke'. Nekateri pari so že poročeni, zaročeni pa se kasneje poročijo po zakonih svojih držav. Blagoslovitvene slovesnosti poudarjajo pomen cerkve v tradicionalni moralnosti in so Moonu prinesle tako slavo kot razvpitost. Prve slovesnosti, namenjene pripradnikom krščanske cerkve v Seulu v Južni Koreji, se je leta 1961 udeležilo 36 parov. Skozi čas se je število le-teh zgolj povečevalo. Prve slovesnosti izven Južne Koreje, slovesnosti v newyorškem Madison Square Gardenu leta 1982, se je udeležilo 2.000 parov. Leta 1997 pa se je take slovesnosti v Washington DC-ju udeležilo kar 30.000 parov. Zaradi lastnega prepričanja, da bi bilo potrebno združiti celotno človeštvo, je Moon dejal, da so mednarodne in medkulturne poroke najhitrejši način za vzpostavitev idealnega sveta.

### Moonovo versko gibanje v Sloveniji
Posledice Moonovega delovanja so dandanes prisotne tudi v Sloveniji. Svetovno zborovanje v Washingtonu, katerega sta se udeležila Sun Myung in Hak Ja Han Moon, je pomenilo začetek Družinske federacije za mir v svetu v 185 državah, med drugim tudi v Sloveniji. V času obratovanja je društvo spremenilo ime, sedež slednjega, ki je bilo tu kot verska skupnost registrirano leta 1991, pa se nahaja na Škofljici. Leta 2006 je Ljubljano v okviru slavnostne prireditve obiskala tudi Hak Ja Han Moon.

## Ostale dejavnosti in zanimanja

### Politika
Moon je bil izrazit nasprotnik komunizma. Na podlagi verskih prepričanj, izraženih v svojem Božanskem principu, je napovedal zaton te politične doktrine leta 1978. Leta 1980 je ustanovil protikomunistično organizacijo CAUSA International s sedežem v New Yorku, katere namen je bilo širjenje Moonovih protikomunističnih prepričanj in podpiranje gibanj, ki so se ujemale s slednjim. Organizacija je leta 1986 izdala dokumentarec z naslovom Nikaragva je bila naš dom (Nicaragua Was Our Home) z izrazito protikomunistično noto. Leta 1982 je Moon sponzoriral film Inchon, zgodovinsko dramo o bitki pri Inchonu med korejsko vojno. Kritično in finančno film ni bil uspešen, med drugim pa je bil kritiziran tudi zaradi nepoštenega ravnanja s severnokorejsko vlado. Moon in njegova Združitvena cerkev sta znana po svojih prizadevanjih za združitev Severne in Južne Koreje. Leta 1991 se je Moon sestal s severnokorejskim predsednikom Kim Il Sungom z namenom pogovora o načinih doseganja miru na Korejskem polotoku. Leta 1994 je bil Moon kljub pomanjkanju diplomatskih odnosov med državama povabljen na pogreb severnokorejskega predsednika. Leta 2005 sta z ženo dr. Hak Ja Han Moon ustanovila Federacijo univerzalnega miru (Universal Peace Federation), s katero sta želela izraziti podporo Združenim narodom in njihovim prizadevanjem. Moon je s številnimi političnimi figurami sodeloval v pogovorih o mirovnih iniciativah na Bližnjem vzhodu.

### Posel
Z razvijanjem Moonovega poslovnega imperija se je ta pozicioniral v kampanji za zaustavitev širjenja komunizma, ki ga je videl kot 'brezbožno ideologijo', ki je poskušala nadvladati človeka in odvzeti povezavo ljudi s svojimi nebeškimi starši. Moon je leta 1963 ustanovil južnokorejsko neprofitno organizacijo za zagotavljanje prihodka cerkvi z imenom Tongil Group. Njen glavni cilj je bila proizvodnja, vendar se je v sedemdesetih in osemdesetih letih prejšnjega stoletja razširila z ustanovitvijo ali prevzemom podjetij v farmaciji, turizmu in založništvu. News World Communications je mednarodna medijska korporacija, ki jo je Moon ustanovil leta 1976. Do leta 2010 je imela v lasti tudi Washington Times. 2. novembra 2010 je Sun Myung Moon s skupino bivših uradnikov Timesa kupil Times od News Worlda. Cerkev je največji lastnik restavracij s sušijem v pokrajiini Kodiak na Aljaski, obenem pa velja tudi za največjega delodajalca na tem območju. Cerkev ima v lasti edini obrat za proizvodnjo avtomobilov v Severni Koreji, Pyeonghwa Motors, in je drugi največji izvoznik korejskega blaga.

### Medrasni odnosi
Moon se je v času svojega življenja močno zavzemal proti rasizmu in rasni diskriminaciji. Leta 1974 je člane Združitvene cerkve pozval k podpori afroameriškega predsednik ZDA. Leta 2000 sta se Moon in vodja The Nation of Islam, Louis Farrakhan, sestala z namenom, da bi sponzorirala Million Familly March, proslavo enotnosti družine ter rasne in verske harmonije; kakor tudi za obravnavo drugih vprašanj, vključno s splavom, smrtno kaznijo, zdravstvom, izobraževanjem, socialno zaščito, reformo socialne varnosti, preprečevanjem zlorabe substanc in prenovo Svetovne banke ter Mednarodnega denarnega sklada. Farrakhan je v svojem pozdravnem govoru pozval k rasni harmoniji.

## Kritike
Moonovo prepričanje, da predstavlja mesijo in drugi prihod Jezusa Kristusa, je obravnavano kot sporno s strani tako krščanskih kot tudi judovskih učenjakov. Božansko načelo (Divine Principle) je bilo označeno za krivoverno s strani protestantskih cerkva v Južni Koreji, vključno z Moonovo lastno prezbiterijansko cerkvijo. V Združenih Državah je bilo njegovo gibanje kot nekrščansko zavrnjeno s strani ekumenskih organizacij. Protestantski komentatorji so kritizirali Moonove nauke zaradi njihovega nasprotovanja protestantski doktrini odrešitve samo z vero. V njuni pomembni knjigi Kraljestvo kultov (prvič izdana leta 1965), sta Walter Ralston Martin in Ravi K. Zacharias izrazila svoje nestrinjanje z Božanskim načelom na naslednjih točkah: Kristusovo božanstvo, brezmadežno spočetje Jezusa, nujnost njegovega križanja, njegovo dobesedno vstajenje, drugi prihod Jezusa Kristusa in Moonovo prepričanje, da bi se ta moral poročiti. Poleg tega so ostro nasprotovali v Božanskem načelu navedenemu prepričanju, da so prva in druga svetovna vojna, holokavst in hladna vojna služili pripravljanju sveta na ustanovitev Božjega kraljestva, pri čemer bi slednje predstavljalo odškodnino za navedene dogodke. Leta 2003 je George D. Chryssides z Univerze v Wolverhamptonu izrazil nestrinjanje z Moonovimi doktrinami, ki so povzročale razkol znotraj krščanske cerkve, čeprav naj bi bil Moonov primarni namen ob ustanovitvi Združitvenega gibanja prav združevanje vernikov. 
Med hladno vojno so Moona kritizirali zaradi njegovega protikomunističnega aktivizma, pri čemer so mnogi navajali, da bi slednje lahko pripeljalo do tretje svetovne vojne in nuklearnega holokavsta. Moonovo protikomunistično udejstvovanje je prejemalo finančno podporo s strani spornega japonskega milijonarja in aktivista Ryōichija Sasakawe. Leta 1977 je bila v preiskavi škandala Koreagate odkrita povezava med južnokorejsko obveščevalno službo KCIA in združitveno cerkvijo, pri čemer so si predstavniki slednje z namenom pridobivanja podatkov za KCIA prizadevali za politični vpliv v Združenih državah in celo kot prostovoljci delovali v kongresnih pisarnah. Leta 1980 je Moon ustanovil mednarodno protikomunistično združenje CAUSA International, ki je podpirala kontre v Nikaragvi in domnevno financirala bolivijski vojaški državni udar, s katerim so odstavili demokratično izvoljeno vlado. Moonov časopis, The Washington Times, naj bi igral pomembno vlogo pri širjenju desničarske propagande. Po razpadu Sovjetske zveze so nekateri ameriški konzervativci krivili Moona ob njegovem popuščanju pri predhodno odločnem nasprotovanju komunizmu. 
V devetdesetih letih je Moon pričel omogočati sodelovanje na poročnih ceremonijah Združitvene cerkve pripadnikom drugih verskih pripadnosti, kar je sprožilo veliko kritik, tudi med njegovimi privrženci. Leta 2001 je zaradi v sklopu Združitvenega gibanja organizirane poroke med katoliškim nadškofom Emmanuelom Milingom in Mario Sung, štiriintridesetletno korejsko akupunkturistko, prišlo do konflikta med Moonom in rimokatoliško cerkvijo. Kot sporne so bile obravnavane tudi številne Moonove povezave s političnimi in verskimi voditelji, na primer njegovo podpiranje voditelja organizacije temnopoltih ameriških muslimanov Nation of Islam, Louisa Farrakhana, in sodelovanje z judovskim učenjakom Richardom L. Rubensteinom, zagovornikom kontroverzne teološke doktrine, v skladu s katero naj bi bil Bog mrtev oziroma neobstoječ. Rubenstein je bil član svetovalnega odbora Združitvene cerkve in tudi član upravnega odbora časopisne hiše The Washington Times, iz česar je vidna tesna povezava z Moonom. Ta je sodeloval tudi z izraelskim predsednikom Benjaminom Netanyahujem, kar je bilo sporno v očeh mnogih. Javnost je kritizirala Moonov odnos do njegove druge žene, Hak Ja Han, dodeljevanje vodilnih položajev znotraj cerkve njunim otrokom, njegovo politično udejstvovanje, za katerega je izrabljal sredstva in pripadnike Združitvenega gibanja, in njegova osebna prepričanja. Moon je ostro nasprotoval homoseksualnosti, kar je večkrat eksplicitno javno izrazil.

## Pomembna dela
- Božansko načelo ali razlaga Božanskega načela (1966)
- Božansko načelo (1973)
- Znanost in absolutne vrednote: 10 obravnav (1982)
- Blagoslovi in idealna družina (1993)
- Pravi starši (1998)
- Prava družina in svetovni mir (2000)
- Kot svetovni državljan in pristaš miru: Častiti Sun Myung Moon (2009)